# Liste des députés de la IIe législature de la Troisième République française
Cet article liste l'ensemble des 686 députés ayant siégé durant la IIe législature (1877-1881). Le premier tableau représente les députés élus durant les élections législatives françaises de 1877 tandis que le deuxième indique les députés élus durant les élections partielles de la législature. Les deux tableaux suivant indiquent d'abord les groupes parlementaires en date du 28 octobre 1877 puis des groupes croisées avec les différentes tendances de ces groupes ainsi que parmi les non-inscrits. Un tableau récapitulatif au moment de la dernière invalidation des élections, le 2 février puis un dernier tableau en date du 14 octobre 1881.

## Liste des députés
| Nom                                        | Groupe / Tendance                   | Circonscription                                           |
| ------------------------------------------ | ----------------------------------- | --------------------------------------------------------- |
| Edmond Tiersot                             | Union républicaine                  | Ain (Bourg, 1re)                                          |
| Jacques Tondu                              | Gauche républicaine                 | Ain (Bourg, 2e)                                           |
| Joseph Chaley                              | Gauche républicaine                 | Ain (Belley)                                              |
| François Gros-Gurin                        | Gauche républicaine                 | Ain (Gex)                                                 |
| Jean Mercier                               | Gauche républicaine                 | Ain (Nantua)                                              |
| Henri Germain                              | Extrême gauche                      | Ain (Trévoux)                                             |
| Aimé Leroux                                | Centre gauche                       | Aisne (Laon, 1re)                                         |
| Charles Félix Fouquet                      | Centre gauche                       | Aisne (Laon, 2e)                                          |
| Marie Pierre Gabriel Étienne Choron        | Centre gauche                       | Aisne (Soissons)                                          |
| Edmond de Tillancourt                      | Centre gauche                       | Aisne (Château-Thierry)                                   |
| Jean Louis Henri Villain                   | Gauche républicaine                 | Aisne (Saint-Quentin, 1re)                                |
| François Malézieux                         | Gauche républicaine                 | Aisne (Saint-Quentin, 2e)                                 |
| Camille Godelle                            | Appel au peuple                     | Aisne (Vervins, 1re)                                      |
| Edmond Turquet                             | Gauche républicaine                 | Aisne (Vervins, 2e)                                       |
| François Gastu                             | Gauche républicaine                 | Algérie (Alger)                                           |
| Gaston Thomson                             | Union républicaine                  | Algérie (Constantine)                                     |
| Rémy Jacques                               | Union républicaine                  | Algérie (Oran)                                            |
| Louis Laussedat                            | Gauche républicaine                 | Allier (Moulins, 1re)                                     |
| Sosthène Patissier                         | Centre gauche                       | Allier (Moulins, 2e)                                      |
| Émile Bonnaud                              | Centre gauche                       | Allier (Gannat)                                           |
| Joseph Chantemille                         | Centre gauche                       | Allier (Montluçon, 1re)                                   |
| Jean-Baptiste Defoulenay                   | Centre gauche                       | Allier (Montluçon, 2e)                                    |
| Victor André Cornil                        | Union républicaine                  | Allier (Lapalisse)                                        |
| Pierre Allemand                            | Union républicaine                  | Basses-Alpes (Digne)                                      |
| Hippolyte Gassier                          | Union républicaine                  | Basses-Alpes (Barcelonnette)                              |
| Paul Rabiers du Villars                    | Union des droites / constitutionnel | Basses-Alpes (Castellane)                                 |
| Jean-Baptiste Bouteille                    | Gauche républicaine                 | Basses-Alpes (Forcalquier)                                |
| André Thourel                              | Gauche républicaine                 | Basses-Alpes (Sisteron)                                   |
| Paul Bontoux                               | NI / constitutionnel                | Hautes-Alpes (Gap)                                        |
| Léon Laurençon                             | NI / constitutionnel                | Hautes-Alpes (Briançon)                                   |
| Antoine d'Estienne de Prunières            | Union des droites / constitutionnel | Hautes-Alpes (Embrun)                                     |
| Alfred Borriglione                         | Centre gauche                       | Alpes-Maritimes (Nice, 1re)                               |
| Eugène Roissard de Bellet                  | Union des droites / constitutionnel | Alpes-Maritimes (Nice, 2e)                                |
| Léon Chiris                                | Centre gauche                       | Alpes-Maritimes (Grasse)                                  |
| Louis Decazes                              | NI / constitutionnel                | Alpes-Maritimes (Puget-Théniers)                          |
| Arthur Chalamet                            | Gauche républicaine                 | Ardèche (Privas, 1re)                                     |
| Auguste Gleizal                            | Gauche républicaine                 | Ardèche (Privas, 2e)                                      |
| Ernest Blachère                            | Union des droites / légitimiste     | Ardèche (Largentière, 1re)                                |
| Jean-François Lauriol                      | Union des droites / constitutionnel | Ardèche (Largentière, 2e)                                 |
| Charles Seignobos                          | Gauche républicaine                 | Ardèche (Tournon, 1re)                                    |
| François Boissy d'Anglas                   | NI / républicain                    | Ardèche (Tournon, 2e)                                     |
| Gustave Gailly                             | Centre gauche                       | Ardennes (Mézières)                                       |
| Étienne Drumel                             | Centre gauche                       | Ardennes (Réthel)                                         |
| Théophile Armand Neveux                    | Union républicaine                  | Ardennes (Rocroy)                                         |
| Auguste Philippoteaux                      | Centre gauche                       | Ardennes (Sedan)                                          |
| Louis Eugène Péronne                       | Gauche républicaine                 | Ardennes (Vouziers)                                       |
| Clément Anglade                            | Extrême gauche                      | Ariège (Foix)                                             |
| Jules Lasbaysses                           | Union républicaine                  | Ariège (Pamiers)                                          |
| Gaston de Verbigier de Saint-Paul          | Appel au peuple                     | Ariège (Saint-Girons)                                     |
| Henri Fréminet                             | Gauche républicaine                 | Aube (Troyes)                                             |
| Antoine Tézenas                            | Gauche républicaine                 | Aube (Arcis-sur-Aube)                                     |
| Richard de Lédignan                        | Union républicaine                  | Aube (Bar-sur-Aube)                                       |
| Louis Rouvre                               | Centre gauche                       | Aube (Bar-sur-Seine)                                      |
| Jean Casimir-Perier                        | Gauche républicaine                 | Aube (Nogent-sur-Seine)                                   |
| Théophile Marcou                           | Extrême gauche                      | Aude (Carcassonne)                                        |
| Marie, Charles, Louis de Lordat            | NI / légitimiste                    | Aude (Castelnaudary)                                      |
| Jean Detours                               | Ni / bonapartiste                   | Aude (Limoux)                                             |
| Léon Bonnel                                | Gauche républicaine                 | Aude (Narbonne)                                           |
| Louis Azémar                               | Appel au peuple                     | Aveyron (Rodez, 1re)                                      |
| François Roques                            | Appel au peuple                     | Aveyron (Rodez, 2e)                                       |
| Alfred Cibiel                              | Union des droites / constitutionnel | Aveyron (Villefranche, 1re)                               |
| Étienne Médal                              | Centre gauche                       | Aveyron (Villefranche, 2e)                                |
| Hippolyte Barascud                         | NI / constitutionnel                | Aveyron (Saint-Affrique)                                  |
| Léon Baduel d'Oustrac                      | Appel au peuple                     | Aveyron (Espalion)                                        |
| Antoine Mas                                | Gauche républicaine                 | Aveyron (Millau)                                          |
| Émile Keller                               | Union des droites / légitimiste     | Territoire de Belfort                                     |
| Xavier Bouquet                             | Extrême gauche                      | Bouches-du-Rhône (Marseille, 1re)                         |
| François-Vincent Raspail                   | Gauche républicaine                 | Bouches-du-Rhône (Marseille, 2e)                          |
| Maurice Rouvier                            | Union républicaine                  | Bouches-du-Rhône (Marseille, 3e)                          |
| Émile Bouchet                              | Union républicaine                  | Bouches-du-Rhône (Marseille, 4e)                          |
| Édouard Lockroy                            | Union républicaine                  | Bouches-du-Rhône (Aix, 1re)                               |
| Alexandre Labadié                          | Gauche républicaine                 | Bouches-du-Rhône (Aix, 2e)                                |
| Joseph Teissier de Cadillan                | Union des droites / légitimiste     | Bouches-du-Rhône (Arles)                                  |
| Raymond Leforestier de Vendeuvre           | Union des droites / légitimiste     | Calvados (Caen, 1re)                                      |
| Louis Joret-Desclosières                   | Appel au peuple                     | Calvados (Caen, 2e)                                       |
| Auguste Le Provost de Launay               | Appel au peuple                     | Calvados (Bayeux)                                         |
| François d'Harcourt                        | NI / constitutionnel                | Calvados (Falaise)                                        |
| Pierre-Louis de Colbert-Laplace            | Appel au peuple                     | Calvados (Lisieux)                                        |
| Anatole Flandin                            | Appel au peuple                     | Calvados (Pont-l'Évêque)                                  |
| Jules Delafosse                            | NI / bonapartiste                   | Calvados (Vire)                                           |
| Raymond Bastid                             | Centre gauche                       | Cantal (Aurillac)                                         |
| Jean-Jacques Durrieu                       | Union républicaine                  | Cantal (Mauriac)                                          |
| Guillaume Teissèdre                        | Centre gauche                       | Cantal (Murat)                                            |
| Jean Oudoul                                | Gauche républicaine                 | Cantal (Saint-Flour)                                      |
| Jean-Edmond Laroche-Joubert                | Appel au peuple                     | Charente (Angoulème, 1re)                                 |
| Louis Alban Ganivet                        | Appel au peuple                     | Charente (Angoulème, 2e)                                  |
| Jules André                                | Appel au peuple                     | Charente (Barbezieux)                                     |
| Gustave Cuneo d'Ornano                     | Appel au peuple                     | Charente (Cognac)                                         |
| André Duclaud                              | Gauche républicaine                 | Charente (Confolens)                                      |
| Louis Gautier                              | Appel au peuple                     | Charente (Ruffec)                                         |
| Charles Fournier                           | Appel au peuple                     | Charente-Inférieure (La Rochelle)                         |
| René Eschassériaux                         | Appel au peuple                     | Charente-Inférieure (Jonzac)                              |
| Frédéric Mestreau                          | Gauche républicaine                 | Charente-Inférieure (Marennes)                            |
| Paul Louis Gabriel Bethmont                | Centre gauche                       | Charente-Inférieure (Rochefort)                           |
| Eugène Eschassériaux                       | Appel au peuple                     | Charente-Inférieure (Saintes, 1re)                        |
| Eugène Jolibois                            | Appel au peuple                     | Charente-Inférieure (Saintes, 2e)                         |
| Louis Roy de Loulay                        | Appel au peuple                     | Charente-Inférieure (St-Jean-d'Angely)                    |
| Auguste Louis Albéric d'Arenberg           | NI / légitimiste                    | Cher (Bourges, 1re)                                       |
| Auguste Boulard                            | NI / républicain                    | Cher (Bourges, 2e)                                        |
| Jean Girault                               | Extrême gauche                      | Cher (Saint-Amand, 1re)                                   |
| Eugène Rollet                              | Extrême gauche                      | Cher (Saint-Amand, 2e)                                    |
| Ernest Mingasson                           | Union républicaine                  | Cher (Sancerre)                                           |
| Adolphe de Chanal                          | Gauche républicaine                 | Corrèze (Tulle, 1re)                                      |
| Léon Vacher                                | Union républicaine                  | Corrèze (Tulle, 2e)                                       |
| Auguste Le Cherbonnier                     | Union républicaine                  | Corrèze (Brives, 1re)                                     |
| Louis Chassaignac de Latrade               | Gauche républicaine                 | Corrèze (Brives, 2e)                                      |
| Louis Laumond                              | Gauche républicaine                 | Corrèze (Ussel)                                           |
| Georges Eugène Haussmann                   | Appel au peuple                     | Corse (Ajaccio)                                           |
| Joseph Marie Raphaël de Casabianca         | Appel au peuple                     | Corse (Bastia)                                            |
| Ernest Arrighi de Casanova                 | Appel au peuple                     | Corse (Calvi)                                             |
| Denis Gavini                               | Appel au peuple                     | Corse (Corte)                                             |
| Jean-Charles Abbatucci                     | Appel au peuple                     | Corse (Sartène)                                           |
| François Auguste Dubois                    | Gauche républicaine                 | Côte-d'Or (Dijon, 1re)                                    |
| Henri Lévêque                              | Gauche républicaine                 | Côte-d'Or (Dijon, 2e)                                     |
| Pierre Joigneaux                           | Union républicaine                  | Côte-d'Or (Beaune, 1re)                                   |
| Sadi Carnot                                | Gauche républicaine                 | Côte-d'Or (Beaune, 2e)                                    |
| Arthur Leroy                               | Union républicaine                  | Côte-d'Or (Châtillon-sur-Seine)                           |
| Anatole Hugot                              | Gauche républicaine                 | Côte-d'Or (Semur)                                         |
| Jean Garnier-Bodéléac                      | Union des droites / bonapartiste    | Côtes-du-Nord (Saint-Brieuc, 1re)                         |
| Louis-Adolphe de Gouzillon de Bélizal      | NI / légitimiste                    | Côtes-du-Nord (Saint-Brieuc, 2e)                          |
| Jérôme-Paul de Nompère de Champagny        | Appel au peuple                     | Côtes-du-Nord (Dinan, 1re)                                |
| Charles Rioust de Largentaye               | Union des droites / légitimiste     | Côtes-du-Nord (Dinan, 2e)                                 |
| Charles-Marie de Faucigny-Lucinge          | Union des droites / légitimiste     | Côtes-du-Nord (Guingamp, 1re)                             |
| Charles-Marie-Michel de Goyon              | Appel au peuple                     | Côtes-du-Nord (Guingamp, 2e)                              |
| Charles Huon de Penanster                  | Union des droites / légitimiste     | Côtes-du-Nord (Lannion, 1re)                              |
| Louis Le Provost de Launay                 | Appel au peuple                     | Côtes-du-Nord (Lannion, 2e)                               |
| Jean-Baptiste Veillet-Dufrêche             | Union des droites / constitutionnel | Côtes-du-Nord (Loudéac)                                   |
| Armand Fourot                              | Gauche républicaine                 | Creuse (Aubusson, 1re)                                    |
| Louis Bandy de Nalèche                     | Centre gauche                       | Creuse (Aubusson, 2e)                                     |
| Martin Nadaud                              | Union républicaine                  | Creuse (Bourganeuf)                                       |
| Eugène Parry                               | Gauche républicaine                 | Creuse (Boussac)                                          |
| Jean Moreau                                | Union républicaine                  | Creuse (Guéret)                                           |
| Marc Montagut                              | Gauche républicaine                 | Dordogne (Périgeux, 1re)                                  |
| Jean Raynaud                               | Union des droites / constitutionnel | Dordogne (Périgeux, 2e)                                   |
| Jean Garrigat                              | Gauche républicaine                 | Dordogne (Bergerac, 1re)                                  |
| Stéphen-Albert Thirion-Montauban           | Appel au peuple                     | Dordogne (Bergerac, 2e)                                   |
| François Albert Sarlande                   | Appel au peuple                     | Dordogne (Nontron)                                        |
| Oscar Bardi de Fourtou                     | Union des droites / bonapartiste    | Dordogne (Ribérac)                                        |
| Jean Baptiste Alexandre de Bosredon        | Appel au peuple                     | Dordogne (Sarlat, 1re)                                    |
| François Taillefer                         | Appel au peuple                     | Dordogne (Sarlat, 2e)                                     |
| Albert Grévy                               | Gauche républicaine                 | Doubs (Besançon, 1re)                                     |
| Félix Gaudy                                | Union républicaine                  | Doubs (Besançon, 2e)                                      |
| Alexandre Estignard                        | Union des droites / orléaniste      | Doubs (Baume-les-Dames)                                   |
| Jules Viette                               | Union républicaine                  | Doubs (Montbéliard)                                       |
| Gustave Colin                              | Centre gauche                       | Doubs (Pontarlier)                                        |
| Noël Madier de Montjau                     | Union républicaine                  | Drôme (Valence, 1re)                                      |
| Isidore Christophle                        | Gauche républicaine                 | Drôme (Valence, 2e)                                       |
| Antoine Chevandier                         | Union républicaine                  | Drôme (Dié)                                               |
| Émile Loubet                               | Centre gauche                       | Drôme (Montélimart)                                       |
| Arthur Harouard de Suarez d'Aulan          | Appel au peuple                     | Drôme (Nyons)                                             |
| Jean-Louis Lepouzé                         | Centre gauche                       | Eure (Evreux, 1re)                                        |
| Alexandre Papon                            | Union républicaine                  | Eure (Evreux, 2e)                                         |
| Eugène Janvier de La Motte                 | Appel au peuple                     | Eure (Bernay)                                             |
| Louis Passy                                | Union des droites / constitutionnel | Eure (Les Andelys)                                        |
| Jules Develle                              | Gauche républicaine                 | Eure (Louviers)                                           |
| Charles d'Osmoy                            | Centre gauche                       | Eure (Pont-Audemer)                                       |
| Noël Parfait                               | Gauche républicaine                 | Eure-et-Loir (Chartres, 1re)                              |
| Paul Maunoury                              | Union républicaine                  | Eure-et-Loir (Chartres, 2e)                               |
| Pierre Dreux                               | Centre gauche                       | Eure-et-Loir (Châteaudun)                                 |
| Ferdinand Gatineau                         | Union républicaine                  | Eure-et-Loir (Dreux)                                      |
| Charles-Adolphe Truelle                    | Gauche républicaine                 | Eure-et-Loir (Nogent-le-Rotrou)                           |
| Louis Hémon                                | Gauche républicaine                 | Finistère (Quimper, 1re)                                  |
| Georges Arnoult                            | Centre gauche                       | Finistère (Quimper, 2e)                                   |
| Joseph de Gasté                            | Centre gauche                       | Finistère (Brest, 1re)                                    |
| François-Émile Villiers                    | NI / légitimiste                    | Finistère (Brest, 2e)                                     |
| Louis Monjaret de Kerjégu                  | Union des droites / légitimiste     | Finistère (Brest, 3e)                                     |
| Théophile de Pompéry                       | Gauche républicaine                 | Finistère (Châteaulin, 1re)                               |
| Joseph Nédellec                            | Centre gauche                       | Finistère (Châteaulin, 2e)                                |
| Gustave Swiney                             | Gauche républicaine                 | Finistère (Morlaix, 1re)                                  |
| Émile de Kermenguy                         | Union des droites / légitimiste     | Finistère (Morlaix, 2e)                                   |
| Léon Paul Lorois                           | Union des droites / légitimiste     | Finistère (Quimperlé)                                     |
| Ferdinand Boyer                            | Union des droites / légitimiste     | Gard (Nîmes, 1re)                                         |
| Victor Bousquet                            | Union républicaine                  | Gard (Nîmes, 2e)                                          |
| Eugène Ducamp                              | Gauche républicaine                 | Gard (Alais, 1re)                                         |
| Camille Mathéi de Valfons                  | NI / constitutionnel                | Gard (Alais, 2e)                                          |
| Louis Numa Baragnon                        | Union des droites / constitutionnel | Gard (Uzès)                                               |
| Marcellin Pellet                           | Union républicaine                  | Gard (Vigan)                                              |
| Ernest Constans                            | Gauche républicaine                 | Haute-Garonne (Toulouse, 1re)                             |
| Armand Duportal                            | Extrême gauche                      | Haute-Garonne (Toulouse, 2e)                              |
| Jacques Auguste d'Ayguesvives              | Appel au peuple                     | Haute-Garonne (Toulouse, 3e)                              |
| Charles Niel                               | Appel au peuple                     | Haute-Garonne (Muret)                                     |
| Paul Lenglé                                | Appel au peuple                     | Haute-Garonne (Saint-Gaudens, 1re)                        |
| Charles Tron                               | Appel au peuple                     | Haute-Garonne (Saint-Gaudens, 2e)                         |
| Jean de Lamothe                            | Union des droites / constitutionnel | Haute-Garonne (Villefranche)                              |
| Jules-Victor Peyrusse                      | Appel au peuple                     | Gers (Auch)                                               |
| Paul de Cassagnac                          | Appel au peuple                     | Gers (Condom)                                             |
| Albert Descamps                            | Gauche républicaine                 | Gers (Lectoure)                                           |
| Justin Fauré                               | Appel au peuple                     | Gers (Lombez)                                             |
| Bernard-Adolphe Granier de Cassagnac       | Appel au peuple                     | Gers (Mirande)                                            |
| Alexandre-Étienne Simiot                   | Extrême gauche                      | Gironde (Bordeaux, 1re)                                   |
| Jean-Baptiste Mie                          | Extrême gauche                      | Gironde (Bordeaux, 2e)                                    |
| Bernard Dupouy                             | Union républicaine                  | Gironde (Bordeaux, 3e)                                    |
| Henri de Lur-Saluces                       | Gauche républicaine                 | Gironde (Bordeaux, 4e)                                    |
| Jérôme David                               | Appel au peuple                     | Gironde (Bazas)                                           |
| Ernest Dréolle                             | Appel au peuple                     | Gironde (Blaye)                                           |
| Louis Grossin de Bouville                  | Appel au peuple                     | Gironde (Lesparre)                                        |
| Bernard Roudier                            | Union républicaine                  | Gironde (Libourne, 1re)                                   |
| Jean-Baptiste Lalanne                      | Gauche républicaine                 | Gironde (Libourne, 2e)                                    |
| Robert Mitchell                            | Appel au peuple                     | Gironde (La Réole)                                        |
| Paul Ménard-Dorian                         | Gauche républicaine                 | Hérault (Montpellier, 1re)                                |
| Eugène Lisbonne                            | Union républicaine                  | Hérault (Montpellier, 2e)                                 |
| Émile Vernhes                              | Extrême gauche                      | Hérault (Béziers, 1re)                                    |
| Paul Devès                                 | Gauche républicaine                 | Hérault (Béziers, 2e)                                     |
| Léon Vitalis                               | NI / constitutionnel                | Hérault (Lodève)                                          |
| Joseph Fourcade                            | Union des droites / constitutionnel | Hérault (Saint-Pons)                                      |
| Théophile Roger-Marvaise                   | Gauche républicaine                 | Ille-et-Vilaine (Rennes, 1re)                             |
| Félix Martin-Feuillée                      | Union républicaine                  | Ille-et-Vilaine (Rennes, 2e)                              |
| Pierre-Marie Frain de La Villegontier      | NI / constitutionnel                | Ille-et-Vilaine (Fougères)                                |
| Eugène Pinault                             | Centre gauche                       | Ille-et-Vilaine (Montfort)                                |
| René Joseph Brice                          | Centre gauche                       | Ille-et-Vilaine (Redon)                                   |
| Charles Émile La Chambre                   | NI / constitutionnel                | Ille-et-Vilaine (Saint-Malo, 1re)                         |
| Eugène Durand                              | Gauche républicaine                 | Ille-et-Vilaine (Saint-Malo, 2e)                          |
| Olivier Le Gonidec de Traissan             | NI / légitimiste                    | Ille-et-Vilaine (Vitré)                                   |
| Raoul Charlemagne                          | Appel au peuple                     | Indre (Châteauroux, 1re)                                  |
| Isidore David                              | Gauche républicaine                 | Indre (Châteauroux, 2e)                                   |
| Alfred Leconte                             | Extrême gauche                      | Indre (Issoudun)                                          |
| Clément Laurier                            | Union des droites / constitutionnel | Indre (Le Blanc)                                          |
| Étienne de Saint-Martin                    | Appel au peuple                     | Indre (La Châtre)                                         |
| Antoine-Dieudonné Belle                    | Union républicaine                  | Indre-et-Loire (Tours, 1re)                               |
| Charles Guinot                             | Centre gauche                       | Indre-et-Loire (Tours, 2e)                                |
| Léon Joubert                               | Gauche républicaine                 | Indre-et-Loire (Chinon)                                   |
| Daniel Wilson                              | Gauche républicaine                 | Indre-et-Loire (Loches)                                   |
| Ambroise Bravet                            | Centre gauche                       | Isère (Grenoble, 1re)                                     |
| Adolphe Anthoard                           | Centre gauche                       | Isère (Grenoble, 2e)                                      |
| Paul Breton                                | Gauche républicaine                 | Isère (Grenoble, 3e)                                      |
| Ferdinand Reymond                          | Gauche républicaine                 | Isère (La Tour-du-Pin, 1re)                               |
| Joseph Marion de Faverges                  | Union républicaine                  | Isère (La Tour-du-Pin, 2e)                                |
| Louis Riondel                              | Gauche républicaine                 | Isère (Saint-Marcellin)                                   |
| Étienne Buyat                              | Union républicaine                  | Isère (Vienne, 1re)                                       |
| Jean-Baptiste Couturier                    | NI / républicain                    | Isère (Vienne, 2e)                                        |
| Adolphe Lelièvre                           | Gauche républicaine                 | Jura (Lons-le-Saulnier)                                   |
| Jules Grévy                                | Gauche républicaine                 | Jura (Dole)                                               |
| Étienne Lamy                               | Gauche républicaine                 | Jura (Saint-Claude)                                       |
| Wladimir Gagneur                           | Gauche républicaine                 | Jura (Poligny)                                            |
| Adhémar de Guilloutet                      | Appel au peuple                     | Landes (Mont-de-Marsan, 1re)                              |
| Jean-Émile Castaignède                     | Appel au peuple                     | Landes (Mont-de-Marsan, 2e)                               |
| Alexandre de Cardenau de Borda             | NI / bonapartiste                   | Landes (Dax, 1re)                                         |
| François-Marie-Charles Boulart             | Appel au peuple                     | Landes (Dax, 2e)                                          |
| François de Laborde                        | Union des droites / constitutionnel | Landes (Saint-Sever)                                      |
| Christophe Bertholon                       | Extrême gauche                      | Loire (Saint-Étienne, 1re)                                |
| Émile Crozet-Fourneyron                    | Union républicaine                  | Loire (Saint-Étienne, 2e)                                 |
| Pétrus Richarme                            | Gauche républicaine                 | Loire (Saint-Étienne, 3e)                                 |
| Jean-Baptiste Chavassieu                   | Union républicaine                  | Loire (Montbrison, 1re)                                   |
| Francisque Reymond                         | Gauche républicaine                 | Loire (Montbrison, 2e)                                    |
| Charles Cherpin                            | Centre gauche                       | Loire (Roanne, 1re)                                       |
| Étienne Brossard                           | Gauche républicaine                 | Loire (Roanne, 2e)                                        |
| Jean-François-Charles Dufay                | Gauche républicaine                 | Loir-et-Cher (Blois, 1re)                                 |
| Pierre Tassin                              | Gauche républicaine                 | Loir-et-Cher (Blois, 2e)                                  |
| Pierre Eugène Lesguillon                   | Gauche républicaine                 | Loir-et-Cher (Romorantin)                                 |
| Edouard de Sonnier                         | Union républicaine                  | Loir-et-Cher (Vendôme)                                    |
| Antoine-Léonce Guyot-Montpayroux           | Centre gauche                       | Haute-Loire (Le Puy, 1re)                                 |
| Pierre Marie Vinay                         | NI / constitutionnel                | Haute-Loire (Le Puy, 2e)                                  |
| Julien Maigne                              | Extrême gauche                      | Haute-Loire (Brioude)                                     |
| Pierre Malartre                            | Union des droites / constitutionnel | Haute-Loire (Yssengeaux)                                  |
| Charles-Ange Laisant                       | Gauche républicaine                 | Loire-Inférieure (Nantes, 1re)                            |
| Émile-François Gaudin                      | Appel au peuple                     | Loire-Inférieure (Nantes, 2e)                             |
| Henri Le Loup de La Biliais                | Union des droites / légitimiste     | Loire-Inférieure (Nantes, 3e)                             |
| Charles Thoinnet de La Turmelière          | Appel au peuple                     | Loire-Inférieure (Ancenis)                                |
| César-Auguste Ginoux-Defermon              | Appel au peuple                     | Loire-Inférieure (Châteaubriant)                          |
| Fidèle Simon                               | Gauche républicaine                 | Loire-Inférieure (Saint-Nazaire, 1re)                     |
| Antoine Poictevin de la Rochette           | Union des droites / légitimiste     | Loire-Inférieure (Saint-Nazaire, 2e)                      |
| Charles Étienne Gustave Le Clerc de Juigné | Union des droites / constitutionnel | Loire-Inférieure (Paimboeuf)                              |
| Paul-Alexandre Robert de Massy             | Centre gauche                       | Loiret (Orléans, 1re)                                     |
| Mesmin Florent Bernier                     | Gauche républicaine                 | Loiret (Orléans, 2e)                                      |
| Guillaume-Amédée Devade                    | Union républicaine                  | Loiret (Gien)                                             |
| Adolphe Cochery                            | Gauche républicaine                 | Loiret (Montargis)                                        |
| Jacques Charles Hyacinthe Brierre          | Appel au peuple                     | Loiret (Pithiviers)                                       |
| Joachim Joseph André Murat                 | Appel au peuple                     | Lot (Cahors, 2e)                                          |
| Adrien de Valon                            | Appel au peuple                     | Lot (Cahors, 2e)                                          |
| Louis Paul Arsène Theilhard                | Union républicaine                  | Lot (Figeac)                                              |
| Auguste Désiré Dufour                      | Appel au peuple                     | Lot (Gourdon)                                             |
| Gustave de Laffitte de Lajoannenque        | Gauche républicaine                 | Lot-et-Garonne (Agen)                                     |
| Jean, Joseph, Dominique, Hermaud Sarrette  | Appel au peuple                     | Lot-et-Garonne (Villeneuve-sur-Lot)                       |
| Armand Fallières                           | Gauche républicaine                 | Lot-et-Garonne (Nérac)                                    |
| Léopold Faye                               | Gauche républicaine                 | Lot-et-Garonne (Marmande)                                 |
| Amédée Monteils                            | Union des droites / constitutionnel | Lozère (Mende)                                            |
| Théophile Roussel                          | Gauche républicaine                 | Lozère (Florac)                                           |
| Charles de Chambrun                        | Union des droites / constitutionnel | Lozère (Marvejols)                                        |
| Théobald de Soland                         | Union des droites / légitimiste     | Maine-et-Loire (Angers, 1re)                              |
| Alexandre Fairé                            | Union des droites / légitimiste     | Maine-et-Loire (Angers, 2e)                               |
| Albert Benoist                             | Union républicaine                  | Maine-et-Loire (Baugé)                                    |
| Armand-Urbain de Maillé de La Tour-Landry  | Union des droites / légitimiste     | Maine-et-Loire (Cholet, 1re)                              |
| Henri Louis Marie de Durfort-Civrac        | Union des droites / légitimiste     | Maine-et-Loire (Cholet, 2e)                               |
| François Eugène Berger                     | Appel au peuple                     | Maine-et-Loire (Saumur)                                   |
| Louis Eugène Janvier de La Motte           | Appel au peuple                     | Maine-et-Loire (Segré)                                    |
| Gustave Rauline                            | Appel au peuple                     | Manche (Saint-Lô)                                         |
| Jules Bouvattier                           | Union des droites / bonapartiste    | Manche (Avranches, 1re)                                   |
| Charles Leclère                            | Union des droites / bonapartiste    | Manche (Avranches, 2e)                                    |
| François La Vieille                        | Gauche républicaine                 | Manche (Cherbourg)                                        |
| Arthur Legrand                             | Appel au peuple                     | Manche (Mortain)                                          |
| Jean Polydore Le Marois                    | Appel au peuple                     | Manche (Valognes)                                         |
| Charles Savary                             | Centre gauche                       | Manche (Coutances, 1re)                                   |
| Charles Gaslonde                           | Union des droites / bonapartiste    | Manche (Coutances, 2e)                                    |
| Pierre Hippolyte Faure                     | Gauche républicaine                 | Marne (Châlons-sur-Marne)                                 |
| Eugène Blandin                             | Union républicaine                  | Marne (Épernay)                                           |
| Désiré Médéric Le Blond                    | Gauche républicaine                 | Marne (Reims, 1re)                                        |
| Alfred Thomas                              | Gauche républicaine                 | Marne (Reims, 2e)                                         |
| Camille Margaine                           | Gauche républicaine                 | Marne (Sainte-Menehould)                                  |
| Alphonse Picart                            | Gauche républicaine                 | Marne (Vitry-le-Français)                                 |
| Alexandre Maitret                          | Centre gauche                       | Haute-Marne (Chaumont)                                    |
| Pierre Bizot de Fonteny                    | Centre gauche                       | Haute-Marne (Langres)                                     |
| Jean Danelle-Bernardin                     | Gauche républicaine                 | Haute-Marne (Vassy)                                       |
| Théophile Souchu-Servinière                | Centre gauche                       | Mayenne (Laval, 1re)                                      |
| Eugène Bernard-Dutreil                     | Union des droites / constitutionnel | Mayenne (Laval, 2e)                                       |
| Albert Ancel                               | Union des droites / constitutionnel | Mayenne (Château-Gontier)                                 |
| Amédée Renault-Morlière                    | Gauche républicaine                 | Mayenne (Mayenne, 1re)                                    |
| Vital Bruneau                              | Gauche républicaine                 | Mayenne (Mayenne, 2e)                                     |
| Jules Duvaux                               | Union républicaine                  | Meurthe-et-Moselle (Nancy, 1re)                           |
| Edmond Berlet                              | Union républicaine                  | Meurthe-et-Moselle (Nancy, 2e)                            |
| Étienne de Ladoucette                      | Appel au peuple                     | Meurthe-et-Moselle (Briey)                                |
| Paul Michaut                               | Union des droites / constitutionnel | Meurthe-et-Moselle (Lunéville)                            |
| Joseph Petitbien                           | Gauche républicaine                 | Meurthe-et-Moselle (Toul)                                 |
| Auguste Grandpierre                        | Centre gauche                       | Meuse (Bar-le-Duc)                                        |
| Gustave d'Egremont                         | Union des droites / constitutionnel | Meuse (Montmédy)                                          |
| François de Klopstein                      | Union des droites / bonapartiste    | Meuse (Verdun)                                            |
| Henri Liouville                            | Union républicaine                  | Meuse (Commercy)                                          |
| François Ratier                            | Gauche républicaine                 | Morbihan (Lorient, 1re)                                   |
| Paul Joseph de Perrien                     | Union des droites / légitimiste     | Morbihan (Lorient, 2e)                                    |
| Albert de Mun                              | Union des droites / légitimiste     | Morbihan (Pontivy)                                        |
| Alain-Charles-Louis de Rohan-Chabot        | NI / légitimiste                    | Morbihan (Ploërmel)                                       |
| Charles Guillo du Bodan                    | Union des droites / légitimiste     | Morbihan (Vannes, 1re)                                    |
| Édouard Lorois                             | Union des droites / orléaniste      | Morbihan (Vannes, 2e)                                     |
| Cyprien Girerd                             | Gauche républicaine                 | Nièvre (Nevers, 1re)                                      |
| Jean Placide Turigny                       | Extrême gauche                      | Nièvre (Nevers, 2e)                                       |
| Philippe La Beaume de Bourgoing            | Appel au peuple                     | Nièvre (Cosne)                                            |
| Honoré-Joseph-Octave Le Peletier d'Aunay   | Appel au peuple                     | Nièvre (Clamecy)                                          |
| Albéric d'Espeuilles                       | Appel au peuple                     | Nièvre (Château-Chinon)                                   |
| Pierre Legrand                             | Centre gauche                       | Nord (Lille, 1re)                                         |
| Gustave Masure                             | Union républicaine                  | Nord (Lille, 2e)                                          |
| Achille Scrépel                            | Gauche républicaine                 | Nord (Lille, 3e)                                          |
| Robert Eugène des Rotours                  | Union des droites / constitutionnel | Nord (Lille, 4e)                                          |
| Georges Brame                              | Appel au peuple                     | Nord (Lille, 5e)                                          |
| Désiré Debuchy                             | Union des droites / constitutionnel | Nord (Lille, 6e)                                          |
| Ernest Guillemin                           | Gauche républicaine                 | Nord (Avesnes, 1re)                                       |
| Émile de Marcère                           | Centre gauche                       | Nord (Avesnes, 2e)                                        |
| Joachim Telliez-Béthune                    | Appel au peuple                     | Nord (Cambrai, 1re)                                       |
| Jules Amigues                              | Appel au peuple                     | Nord (Cambrai, 2e)                                        |
| Charles Merlin                             | Gauche républicaine                 | Nord (Douai, 1re)                                         |
| Charles Mention                            | Centre gauche                       | Nord (Douai, 2e)                                          |
| Frédéric d'Arras                           | Union des droites / constitutionnel | Nord (Dunkerque, 1re)                                     |
| Louis Joos                                 | NI / constitutionnel                | Nord (Dunkerque, 2e)                                      |
| Alexis de La Grange                        | Union des droites / légitimiste     | Nord (Hazebrouk, 1re)                                     |
| Ignace Plichon                             | Union des droites / constitutionnel | Nord (Hazebrouk, 2e)                                      |
| Louis-Désiré Legrand                       | Gauche républicaine                 | Nord (Valenciennes, 1re)                                  |
| Léon Renard                                | Appel au peuple                     | Nord (Valenciennes, 2e)                                   |
| Charles Boudeville                         | Union républicaine                  | Oise (Beauvais, 1re)                                      |
| Léon Chevreau                              | Appel au peuple                     | Oise (Beauvais, 2e)                                       |
| Delphe-Auguste Labitte                     | Union des droites / légitimiste     | Oise (Clermont)                                           |
| Aimé de Cossé-Brissac                      | Appel au peuple                     | Oise (Compiègne)                                          |
| Franck Chauveau                            | Centre gauche                       | Oise (Senlis)                                             |
| Alphonse Grollier                          | Centre gauche                       | Orne (Alençon)                                            |
| Armand de Mackau                           | Appel au peuple                     | Orne (Argentan)                                           |
| Albert Christophle                         | Centre gauche                       | Orne (Domfront, 1re)                                      |
| Jules Gévelot                              | Centre gauche                       | Orne (Domfront, 2e)                                       |
| Henri-Joseph Dugué de La Fauconnerie       | Appel au peuple                     | Orne (Mortagne, 1re)                                      |
| Marius Bianchi                             | Appel au peuple                     | Orne (Mortagne, 2e)                                       |
| Édouard Sens                               | Appel au peuple                     | Pas-de-Calais (Arras, 1re)                                |
| Alphonse de Cardevac d'Havrincourt         | Appel au peuple                     | Pas-de-Calais (Arras, 2e)                                 |
| Jules Hermary                              | NI / constitutionnel                | Pas-de-Calais (Béthune, 1re)                              |
| Louis De Clercq                            | Union des droites / bonapartiste    | Pas-de-Calais (Béthune, 2e)                               |
| Eugène Livois                              | Appel au peuple                     | Pas-de-Calais (Boulogne, 1re)                             |
| Paul Dussaussoy                            | Appel au peuple                     | Pas-de-Calais (Boulogne, 2e)                              |
| François Hamille                           | Appel au peuple                     | Pas-de-Calais (Montreuil)                                 |
| Louis Devaux                               | Gauche républicaine                 | Pas-de-Calais (Saint-Omer, 1re)                           |
| Charles Levert                             | Appel au peuple                     | Pas-de-Calais (Saint-Omer, 2e)                            |
| Adolphe-Charles de Partz de Pressy         | Union des droites / légitimiste     | Pas-de-Calais (Saint-Pol)                                 |
| Agénor Bardoux                             | Centre gauche                       | Puy-de-Dôme (Clermont, 1re)                               |
| Alfred Tallon                              | Gauche républicaine                 | Puy-de-Dôme (Cermont, 2e)                                 |
| Thomas Costes                              | Centre gauche                       | Puy-de-Dôme (Ambert)                                      |
| François Girot-Pouzol                      | Gauche républicaine                 | Puy-de-Dôme (Issoire)                                     |
| Eugène Rouher                              | Appel au peuple                     | Puy-de-Dôme (Riom, 1re)                                   |
| Honoré Roux                                | Gauche républicaine                 | Puy-de-Dôme (Riom, 2e)                                    |
| Jean-Baptiste Duchasseint                  | Gauche républicaine                 | Puy-de-Dôme (Thiers)                                      |
| Joseph de Luppé                            | Union des droites / légitimiste     | Basses-Pyrénées (Pau, 1re)                                |
| Paul d'Ariste                              | Appel au peuple                     | Basses-Pyrénées (Pau, 2e)                                 |
| Jules Labat                                | Appel au peuple                     | Basses-Pyrénées (Bayonne)                                 |
| Jean-Charles Harispe                       | Appel au peuple                     | Basses-Pyrénées (Mouléon)                                 |
| Adrien Planté                              | Appel au peuple                     | Basses-Pyrénées (Orthez)                                  |
| Jacques Lacaze                             | Centre gauche                       | Basses-Pyrénées (Oloron)                                  |
| Dominique Cazeaux                          | Appel au peuple                     | Hautes-Pyrénées (Tarbes, 1re)                             |
| Jacques Darnaudat                          | Union des droites / constitutionnel | Hautes-Pyrénées (Tarbes, 2e)                              |
| Henry Le Tonnelier de Breteuil             | Union des droites / bonapartiste    | Hautes-Pyrénées (Argelès)                                 |
| Félix Hippolyte Larrey                     | Appel au peuple                     | Hautes-Pyrénées (Bagnères)                                |
| Lazare Escarguel                           | Union républicaine                  | Pyrénées-Orientales (Perpignan)                           |
| Paul Massot                                | Gauche républicaine                 | Pyrénées-Orientales (Géret)                               |
| Joseph de Gelcen                           | Union des droites / légitimiste     | Pyrénées-Orientales (Prades)                              |
| Édouard Millaud                            | Extrême gauche                      | Rhône (Lyon, 1re)                                         |
| Édouard Bonnet-Duverdier                   | Extrême gauche                      | Rhône (Lyon, 2e)                                          |
| Pierre Durand                              | Gauche républicaine                 | Rhône (Lyon, 3e)                                          |
| Louis Andrieux                             | Gauche républicaine                 | Rhône (Lyon, 4e)                                          |
| François Varambon                          | Union républicaine                  | Rhône (Lyon, 5e)                                          |
| Émile Guyot                                | Union républicaine                  | Rhône (Villefranche, 1re)                                 |
| Jean-Claude Perras                         | Gauche républicaine                 | Rhône (Villefranche, 2e)                                  |
| Alphonse Noirot                            | Gauche républicaine                 | Haute-Saône (Vesoul)                                      |
| Claude, Marie, Agapite Versigny            | Gauche républicaine                 | Haute-Saône (Gray)                                        |
| Charles Baïhaut                            | Union républicaine                  | Haute-Saône (Lure, 1re)                                   |
| Albert Ricot                               | NI / constitutionnel                | Haute-Saône (Lure, 2e)                                    |
| Guillaume Margue                           | Union républicaine                  | Saône-et-Loire (Mâcon, 1re)                               |
| Pierre Henri de Lacretelle                 | Union républicaine                  | Saône-et-Loire (Mâcon, 2e)                                |
| François Gilliot                           | Gauche républicaine                 | Saône-et-Loire (Autun, 1re)                               |
| Émile Reynaud                              | Gauche républicaine                 | Saône-et-Loire (Autun, 2e)                                |
| Charles Boysset                            | Union républicaine                  | Saône-et-Loire (Châlons, 1re)                             |
| Antoine Daron                              | Union républicaine                  | Saône-et-Loire (Châlons, 2e)                              |
| Jean-Baptiste Bouthier de Rochefort        | Centre gauche                       | Saône-et-Loire (Charolles, 1re)                           |
| Ferdinand Sarrien                          | Gauche républicaine                 | Saône-et-Loire (Charolles, 2e)                            |
| Jules Logerotte                            | Gauche républicaine                 | Saône-et-Loire (Louhans)                                  |
| Anselme Rubillard                          | Gauche républicaine                 | Sarthe (Le Mans, 1re)                                     |
| Alphonse-Alfred Haentjens                  | Appel au peuple                     | Sarthe (Le Mans, 2e)                                      |
| Auguste Galpin                             | Centre gauche                       | Sarthe (La Flèche)                                        |
| Sosthène II de La Rochefoucauld            | Union des droites / légitimiste     | Sarthe (Mamers, 1re)                                      |
| Fernand de Perrochel                       | Union des droites / légitimiste     | Sarthe (Mamers, 2e)                                       |
| Pierre Le Monnier                          | Union républicaine                  | Sarthe (Saint-Calais)                                     |
| Nicolas Parent                             | Union républicaine                  | Savoie (Chambery, 1re)                                    |
| François Bel                               | Gauche républicaine                 | Savoie (Chambéry, 2e)                                     |
| Pierre Blanc                               | Union républicaine                  | Savoie (Albertville)                                      |
| Daniel Mayet                               | Gauche républicaine                 | Savoie (Moutiers)                                         |
| Jules-François Horteur                     | Union républicaine                  | Savoie (Saint-Jean-de-Maurienne)                          |
| Jules Philippe                             | Gauche républicaine                 | Haute-Savoie (Annecy)                                     |
| Albert Ducroz                              | Union républicaine                  | Haute-Savoie (Bonneville)                                 |
| Théobald Dupont                            | Gauche républicaine                 | Haute-Savoie (Saint-Julien)                               |
| André Folliet                              | Gauche républicaine                 | Haute-Savoie (Thonon)                                     |
| Pierre Tirard                              | Union républicaine                  | Seine (1er arrondissement de Paris, Louvre)               |
| Émile Brelay                               | Union républicaine                  | Seine (2e arrondissement de Paris, Bourse)                |
| Eugène Spuller                             | Union républicaine                  | Seine (3e arrondissement de Paris, Temple)                |
| Désiré Barodet                             | Union républicaine                  | Seine (4e arrondissement de Paris, Hôtel-de-Ville)        |
| Louis Blanc                                | Extrême gauche                      | Seine (5e arrondissement de Paris, Panthéon)              |
| Aristide Denfert-Rochereau                 | Union républicaine                  | Seine (6e arrondissement de Paris, Luxembourg)            |
| Charles-Félix Frébault                     | Union républicaine                  | Seine (7e arrondissement de Paris, Palais-Bourbon)        |
| Philippe Touchard                          | NI / orléaniste                     | Seine (8e arrondissement de Paris, Élysée)                |
| -                                          | -                                   | Seine (9e arrondissement de Paris, Opéra)                 |
| Henri Brisson                              | Union républicaine                  | Seine (10e arrondissement de Paris, Enclos Saint-Laurent) |
| Charles Floquet                            | Union républicaine                  | Seine (11e arrondissement de Paris, Popincourt)           |
| Louis Greppo                               | Union républicaine                  | Seine (12e arrondissement de Paris, Neuilly)              |
| François Cantagrel                         | Extrême gauche                      | Seine (13e arrondissement de Paris, Gobelins)             |
| Germain Casse                              | Union républicaine                  | Seine (14e arrondissement de Paris, Observatoire)         |
| Eugène Farcy                               | Union républicaine                  | Seine (15e arrondissement de Paris, Vaugirard)            |
| Henri Marmottan                            | Gauche républicaine                 | Seine (16e arrondissement de Paris, Passy)                |
| Pascal Duprat                              | Gauche républicaine                 | Seine (17e arrondissement de Paris, Batignolles)          |
| Georges Clemenceau                         | Extrême gauche                      | Seine (18e arrondissement de Paris, Buttes-Montmartre)    |
| François Allain-Targé                      | Extrême gauche                      | Seine (19e arrondissement de Paris, Buttes-Chaumont)      |
| Léon Gambetta                              | Union républicaine                  | Seine (20e arrondissement de Paris, Ménilmontant)         |
| Camille Sée                                | Gauche républicaine                 | Seine (Saint-Denis, 1re)                                  |
| Édouard Bamberger                          | Gauche républicaine                 | Seine (Saint-Denis, 2e Neuilly)                           |
| Émile Deschanel                            | Centre gauche                       | Seine (Saint-Denis, 3e Courbevoie)                        |
| Benjamin Raspail                           | Union républicaine                  | Seine (Sceaux, 1re)                                       |
| Alfred Talandier                           | Extrême gauche                      | Seine (Sceaux, 2e Charenton)                              |
| Louis Desseaux                             | Gauche républicaine                 | Seine-Inférieure (Rouen,1re)                              |
| Lucien Dautresme                           | Union républicaine                  | Seine-Inférieure (Rouen, 2e)                              |
| Richard Waddington                         | Centre gauche                       | Seine-Inférieure (Rouen, 3e)                              |
| David Lanel                                | Centre gauche                       | Seine-Inférieure (Dieppe, 1re)                            |
| Armand Le Bourgeois                        | NI / orléaniste                     | Seine-Inférieure (Dieppe, 2e)                             |
| Jules Lecesne                              | Centre gauche                       | Seine-Inférieure (Havre, 1re)                             |
| Aimé Dubois                                | Union des droites / constitutionnel | Seine-Inférieure (Havre, 2e)                              |
| Henri Le Vaillant du Douët                 | Union des droites / constitutionnel | Seine-Inférieure (Havre, 3e)                              |
| Jules Thiessé                              | Centre gauche                       | Seine-Inférieure (Neufchatel)                             |
| Roger-Léon Anisson-Duperron                | Union des droites / constitutionnel | Seine-Inférieure (Yvelot, 1re)                            |
| Louis Savoye                               | Appel au peuple                     | Seine-Inférieure (Yvelot, 2e)                             |
| Horace de Choiseul-Praslin                 | Gauche républicaine                 | Seine-et-Marne (Melun)                                    |
| Victor Plessier                            | Gauche républicaine                 | Seine-et-Marne (Coulommiers)                              |
| Paul Jozon                                 | Gauche républicaine                 | Seine-et-Marne (Fontainebleau)                            |
| Émile-Justin Menier                        | Extrême gauche                      | Seine-et-Marne (Meaux)                                    |
| Louis Sallard                              | Union républicaine                  | Seine-et-Marne (Provins)                                  |
| Albert Joly                                | Union républicaine                  | Seine-et-Oise (Versailles, 1re)                           |
| Léon Journault                             | Gauche républicaine                 | Seine-et-Oise (Versailles, 2e)                            |
| Charles Rameau                             | Gauche républicaine                 | Seine-et-Oise (Versailles, 3e)                            |
| Léon Renault                               | Centre gauche                       | Seine-et-Oise (Corbeil)                                   |
| Théodore Charpentier                       | Centre gauche                       | Seine-et-Oise (Étampes)                                   |
| Gustave Lebaudy                            | Centre gauche                       | Seine-et-Oise (Mantes)                                    |
| Jules Senard                               | Gauche républicaine                 | Seine-et-Oise (Pontoise, 1re)                             |
| Amédée Jérôme Langlois                     | Gauche républicaine                 | Seine-et-Oise (Pontoise, 2e)                              |
| Émile Carrey                               | Centre gauche                       | Seine-et-Oise (Rambouillet)                               |
| Antonin Proust                             | Union républicaine                  | Deux-Sèvres (Niort, 1re)                                  |
| Amédée de La Porte                         | Union républicaine                  | Deux-Sèvres (Niort, 2e)                                   |
| Julien de La Rochejaquelein                | Union des droites / légitimiste     | Deux-Sèvres (Bressuire)                                   |
| Henri Giraud                               | Gauche républicaine                 | Deux-Sèvres (Melle)                                       |
| Louis Ganne                                | Centre gauche                       | Deux-Sèvres (Parthenay)                                   |
| René Goblet                                | Union républicaine                  | Somme (Amiens, 1re)                                       |
| Charles Langlois de Septenville            | Appel au peuple                     | Somme (Amiens, 2e)                                        |
| Henri Labitte                              | Centre gauche                       | Somme (Abbeville, 1re)                                    |
| Louis Briet de Rainvilliers                | Union des droites / constitutionnel | Somme (Abbeville, 2e)                                     |
| Marie Alexandre Raoul Blin de Bourdon      | Union des droites / légitimiste     | Somme (Doullens)                                          |
| Gustave-Louis Jametel                      | Union républicaine                  | Somme (Montdidier)                                        |
| Charles Mollien                            | Gauche républicaine                 | Somme (Péronne, 1re)                                      |
| Victor Magniez                             | Centre gauche                       | Somme (Péronne, 2e)                                       |
| Raymond Gorsse                             | Union des droites / constitutionnel | Tarn (Albi)                                               |
| Jean-Louis Combes-Gary                     | Union des droites / légitimiste     | Tarn (Castres, 1re)                                       |
| René Reille                                | Appel au peuple                     | Tarn (Castres, 2e)                                        |
| Bernard Lavergne                           | Gauche républicaine                 | Tarn (Gaillac)                                            |
| Pierre Daguilhon-Pujol                     | Appel au peuple                     | Tarn (Lavaur)                                             |
| Adrien Joseph Prax-Paris                   | Appel au peuple                     | Tarn-et-Garonne (Montauban, 1re)                          |
| Albert Lachaud de Loqueyssie               | Appel au peuple                     | Tarn-et-Garonne (Montauban, 2e)                           |
| Joseph Lasserre                            | Gauche républicaine                 | Tarn-et-Garonne (Castelsarrazin)                          |
| Étienne Trubert                            | NI / orléaniste                     | Tarn-et-Garonne (Moissac)                                 |
| Paul Cotte                                 | Union républicaine                  | Var (Draguignan)                                          |
| Amaury Dréo                                | Union républicaine                  | Var (Brignolles)                                          |
| Augustin Daumas                            | Union républicaine                  | Var (Toulon, 1re)                                         |
| Vincent Allègre                            | Union républicaine                  | Var (Toulon, 2e)                                          |
| Jean du Demaine                            | Union des droites / légitimiste     | Vaucluse (Avignon)                                        |
| Zéphyrin Silvestre                         | NI / bonapartiste                   | Vaucluse (Apt)                                            |
| Félicien Barcilon                          | NI / constitutionnel                | Vaucluse (Carpentras)                                     |
| Raoul de Billioti                          | NI / légitimiste                    | Vaucluse (Orange)                                         |
| Henri Levesque de Puiberneau               | Union des droites / légitimiste     | Vendée (La Roche-sur-Yon, 1re)                            |
| Paul-Antoine Bourgeois                     | Union des droites / constitutionnel | Vendée (La Roche-sur-Yon, 2e)                             |
| Édouard Morisson de La Bassetière          | Union des droites / légitimiste     | Vendée (Sables-d'Olonne, 1re)                             |
| Léon-Armand de Baudry d'Asson              | Union des droites / légitimiste     | Vendée (Sables-d'Olonne, 2e)                              |
| Léon Bienvenu                              | Gauche républicaine                 | Vendée (Fontenay, 1re)                                    |
| Alfred Le Roux                             | Appel au peuple                     | Vendée (Fontenay, 2e)                                     |
| Henri Salomon                              | Centre gauche                       | Vienne (Poitiers, 1re)                                    |
| Ernest Cesbron                             | Appel au peuple                     | Vienne (Poitiers, 2e)                                     |
| Alfred Hérault                             | Centre gauche                       | Vienne (Châtellerault)                                    |
| Gusman Serph                               | NI / bonapartiste                   | Vienne (Civray)                                           |
| Jean-Marie Georges Girard de Soubeyran     | Union des droites / bonapartiste    | Vienne (Loudun)                                           |
| Louis-Evariste Robert de Beauchamp         | Union des droites / bonapartiste    | Vienne (Montmorillon)                                     |
| Georges Périn                              | Extrême gauche                      | Haute-Vienne (Limoges, 1re)                               |
| Jean-Baptiste Ninard                       | Gauche républicaine                 | Haute-Vienne (Limoges, 2e)                                |
| Théodore Lavignère                         | Centre gauche                       | Haute-Vienne (Bellac)                                     |
| Louis Codet                                | Gauche républicaine                 | Haute-Vienne (Rochechouart)                               |
| Antoine Baury                              | Gauche républicaine                 | Haute-Vienne (Saint-Yvrieix)                              |
| Eugène Jeanmaire                           | Gauche républicaine                 | Vosges (Épinal)                                           |
| Édouard Bresson                            | Centre gauche                       | Vosges (Mirecourt)                                        |
| Paul Frogier de Ponlevoy                   | Union républicaine                  | Vosges (Neufchâteau)                                      |
| Jules Méline                               | Gauche républicaine                 | Vosges (Remiremont)                                       |
| Jules Ferry                                | Gauche républicaine                 | Vosges (Saint-Dié)                                        |
| Charles Lepère                             | Union républicaine                  | Yonne (Auxerre, 1re)                                      |
| Paul Bert                                  | Union républicaine                  | Yonne (Auxerre, 2e)                                       |
| Jules Mathé                                | Union républicaine                  | Yonne (Avallon)                                           |
| Alexandre Dethou                           | Gauche républicaine                 | Yonne (Joigny)                                            |
| Victor Guichard                            | Gauche républicaine                 | Yonne (Sens)                                              |
| Jules Rathier                              | Union républicaine                  | Yonne (Tonnerre)                                          |
| François Césaire de Mahy                   | Gauche républicaine                 | La Réunion                                                |
| Théodore Lacascade                         | Union républicaine                  | Guadeloupe                                                |
| François Marc Godissart                    | Gauche républicaine                 | Martinique                                                |
| Jules Godin                                | Centre gauche                       | Inde française                                            |

| Nom                                           | Groupe                              | Date              |                                                | Cause                                                  |
| --------------------------------------------- | ----------------------------------- | ----------------- | ---------------------------------------------- | ------------------------------------------------------ |
| Émile de Girardin                             | Gauche républicaine                 | 16 décembre 1877  | Seine (9e arrondissement de Paris, Opéra)      | Multiples élections (Jules Grévy)                      |
| Arthur Eugène Picard                          | Centre gauche                       | 27 janvier 1878   | Basses-Alpes (Castellane)                      | Invalidation (Paul Rabiers du Villars)                 |
| Jean-Baptiste Chavoix                         | Centre gauche                       | 27 janvier 1878   | Dordogne (Périgeux, 2e)                        | Invalidation (Jean Raynaud)                            |
| Benoît-Martin Sourigues                       | Union républicaine                  | 27 janvier 1878   | Landes (Saint-Sever)                           | Invalidation (François de Laborde)                     |
| Frédéric Escanyé                              | NI / républicain                    | 27 janvier 1878   | Pyrénées-Orientales (Prades)                   | Invalidation (Joseph de Gelcen)                        |
| Gaston Marquiset                              | Gauche républicaine                 | 27 janvier 1878   | Haute-Saône (Lure, 2e)                         | Invalidation (Albert Ricot)                            |
| Louis Cavalié                                 | NI / républicain                    | 27 janvier 1878   | Tarn (Albi)                                    | Invalidation (Raymond Gorsse)                          |
| Fleury Binachon                               | Union républicaine                  | 16 février 1878   | Haute-Loire (Yssengeaux)                       | Invalidation (Pierre Malartre)                         |
| Émile Récipon                                 | Union républicaine                  | 2 février 1878    | Alpes-Maritimes (Puget-Théniers)               | Invalidation (Louis Decazes)                           |
| René Reille                                   | Appel au peuple                     | 2 février 1878    | Tarn (Castres, 2e)                             | Invlaidation (René Reille)                             |
| François Rougé                                | Gauche républicaine                 | 3 mars 1878       | Aude (Limoux)                                  | Invalidation (Jean Detours)                            |
| Augustin Tardieu                              | Union républicaine                  | 3 mars 1878       | Bouches-du-Rhône (Arles)                       | Invalidation (Joseph Teissier de Cadillan)             |
| Louis Armez                                   | Centre gauche                       | 3 mars 1878       | Côtes-du-Nord (Saint-Brieux, 1re)              | Invalidation (Jean Garnier-Bodéléac)                   |
| Jean-Joseph Even                              | Centre gauche                       | 3 mars 1878       | Côtes-du-Nord (Dinan, 1re)                     | Invalidation (Jérôme-Paul de Nompère de Champagny)     |
| Charles Alfred de Janzé                       | Centre gauche                       | 3 mars 1878       | Côtes-du-Nord (Loudéac)                        | Invalidation (Jean-Baptiste Veillet-Dufrêche)          |
| Jean Bernard                                  | Gauche républicaine                 | 3 mars 1878       | Doubs (Baume-les-Dames)                        | Invalidation (Alexandre Estignard)                     |
| Edmond Caze                                   | Union républicaine                  | 3 mars 1878       | Haute-Garonne (Villefranche)                   | Invalidation (Jean de Lamothe)                         |
| Augustin Riban                                | Centre gauche                       | 3 mars 1878       | Ille-et-Vilaine (Fougères)                     | Invalidation (Pierre-Marie Frain de La Villegontier)   |
| Raoul Charlemagne                             | Appel au peuple                     | 3 mars 1878       | Indre (Châteauroux, 1re)                       | Invalidation (Raoul Charlemagne)                       |
| Émile Riotteau                                | Centre gauche                       | 3 mars 1878       | Manche (Avranches, 2e)                         | Invalidation (Charles Leclère)                         |
| Paul Michaut                                  | Union des droites / constitutionnel | 3 mars 1878       | Meurthe-et-Moselle (Lunéville)                 | Invalidation (Paul Michaut)                            |
| Gustave Levavasseur                           | Centre gauche                       | 3 mars 1878       | Oise (Clermont)                                | Invalidation (Delphe-Auguste Labitte)                  |
| Sosthène II de La Rochefoucauld               | Union des droites / légitimiste     | 3 mars 1878       | Sarthe (Mamers, 1re)                           | Invalidation (Sosthène II de La Rochefoucauld)         |
| Gaston de Douville-Maillefeu                  | Extrême gauche                      | 3 mars 1878       | Somme (Abbeville, 2e)                          | Invalidation (Louis Briet de Rainvilliers)             |
| Eugène Mir                                    | Gauche républicaine                 | 7 avril 1878      | Aude (Castelnaudary)                           | Invalidation (Charles de Lordat)                       |
| Camille Richard                               | Union républicaine                  | 7 avril 1878      | Drôme (Nyons)                                  | Invalidation (Arthur Harouard de Suarez d'Aulan)       |
| Jean David                                    | Union républicaine                  | 7 avril 1878      | Gers (Auch)                                    | Invalidation (Jules-Victor Peyrusse)                   |
| Auguste Hovius                                | Union républicaine                  | 7 avril 1878      | Ille-et-Vilaine (Saint-Malo, 1re)              | Invalidation (Charles Émile La Chambre)                |
| Gustave Loustalot                             | Gauche républicaine                 | 7 avril 1878      | Landes (Dax, 1re)                              | Invalidation (Alexandre de Cardenau de Borda)          |
| Ernest Deusy                                  | Gauche républicaine                 | 7 avril 1878      | Pas-de-Calais (Arras, 1re)                     | Invalidation (Édouard Sens)                            |
| Alexandre Ribot                               | Centre gauche                       | 7 avril 1878      | Pas-de-Calais (Béthune, 2e)                    | Invalidation (Paul Dussaussoy)                         |
| Louis Vignancour                              | Centre gauche                       | 7 avril 1878      | Basses-Pyrénées (Orthez)                       | Invalidation (Adrien Planté)                           |
| Alfred Naquet                                 | Extrême gauche                      | 7 avril 1878      | Vaucluse (Apt)                                 | Invalidation (Zéphyrin Silvestre)                      |
| Louis Cyprien Poujade                         | Gauche républicaine                 | 7 avril 1878      | Vaucluse (Carpentras)                          | Invalidation (Félicien Barcilon)                       |
| Alphonse Gent                                 | Union républicaine                  | 7 avril 1878      | Vaucluse (Orange)                              | Invalidation (Raoul de Billioti)                       |
| Charles Jenty                                 | Centre gauche                       | 7 avril 1878      | Vendée (La Roche-sur-Yon, 1re)                 | Invalidation (Henri Levesque de Puiberneau)            |
| Léonard Corentin-Guyho                        | Centre gauche                       | 5 mai 1878        | Finistère (Quimperlé)                          | Invalidation (Léon Paul Lorois)                        |
| Paul de Rémusat                               | Centre gauche                       | 5 mai 1878        | Haute-Garonne (Muret)                          | Invalidation (Charles Niel)                            |
| Hippolyte Morel                               | Centre gauche                       | 5 mai 1878        | Manche (Avranches, 1re)                        | Invalidation (Jules Bouvattier)                        |
| Eugène Billy                                  | NI / républicain                    | 5 mai 1878        | Meuse (Montmédy)                               | Invalidation (Gustave d'Egremont)                      |
| Jean-Baptiste Saint-Martin                    | Extrême gauche                      | 5 mai 1878        | Vaucluse (Avignon)                             | Invalidation (Jean du Demaine)                         |
| Eugène Arrazat                                | Union républicaine                  | 7 juillet 1878    | Hérault (Lodève)                               | Invalidation (Léon Vitalis)                            |
| Louis Agniel                                  | Centre gauche                       | 7 juillet 1878    | Hérault (Saint-Pons)                           | Invalidation (Joseph Fourcade)                         |
| Jérôme David                                  | Appel au peuple                     | 7 juillet 1878    | Gironde (Bazas)                                | Invalidation (Jérôme David)                            |
| Marc Montané                                  | Gauche républicaine                 | 7 juillet 1878    | Haute-Garonne (Toulouse, 3e)                   | Invalidation (Jacques Auguste d'Ayguesvives)           |
| Joseph Sentenac                               | Union républicaine                  | 7 juillet 1878    | Ariège (Saint-Girons)                          | Invalidation (Gaston de Verbigier de Saint-Paul)       |
| Augustin Maillet                              | Gauche républicaine                 | 7 juillet 1878    | Gard (Uzès)                                    | Invalidation (Louis-Numa Baragnon)                     |
| Louis Camille Morel                           | Gauche républicaine                 | 7 juillet 1878    | Haute-Loire (Le Puy,2e)                        | Invalidation (Pierre Marie Vinay)                      |
| Charles Lecomte                               | Gauche républicaine                 | 7 juillet 1878    | Mayenne (Laval, 2e)                            | Invalidation (Eugène Bernard-Dutreil)                  |
| Albéric d'Espeuilles                          | Appel au peuple                     | 7 juillet 1878    | Nièvre (Château-Chinon)                        | Invalidation (Albéric d'Espeuilles)                    |
| Pierre-Joseph Bertrand-Milcent                | Gauche républicaine                 | 7 juillet 1878    | Nord (Cambrai, 2e)                             | Invalidation (Jules Amigues)                           |
| Jean-Baptiste Trystram                        | Gauche républicaine                 | 7 juillet 1878    | Nord (Dunkerque, 1re)                          | Invalidation (Frédéric d'Arras)                        |
| Alfred Girard                                 | Union républicaine                  | 7 juillet 1878    | Nord (Valenciennes, 2e)                        | Invalidation (Léon Renard)                             |
| Marcel Barthe                                 | Centre gauche                       | 7 juillet 1878    | Basses-Pyrénées (Pau, 1re)                     | Invalidation (Joseph de Luppé)                         |
| Étienne Trubert                               | NI / orléaniste                     | 7 juillet 1878    | Tarn-et-Garonne (Moissac)                      | Invalidation (Étienne Trubert)                         |
| Jean-François Huon                            | Gauche républicaine                 | 14 juillet 1878   | Côtes-du-Nord (Guingamp, 1re)                  | Invalidation (Charles-Marie de Faucigny-Lucinge)       |
| Jules Delafosse                               | NI / bonapartiste                   | 17 juillet 1878   | Calvados (Vire)                                | Invalidation (Jules Delafosse)                         |
| Joseph Vaschalde                              | Union républicaine                  | 21 juillet 1878   | Ardèche (Largentière, 2e)                      | Invalidation (Jean-François Lauriol)                   |
| Oscar Bardi de Fourtou                        | Appel au peuple                     | 2 février 1879    | Dordogne (Ribérac)                             | Invalidation (Oscar Bardi de Fourtou)                  |
| Paul de Cassagnac                             | Appel au peuple                     | 2 février 1879    | Gers (Condom)                                  | Invalidation (Paul de Cassagnac)                       |
| Louis Joachim Le Maguet                       | NI / républicain                    | 2 février 1879    | Morbihan (Pontivy)                             | Invalidation (Albert de Mun)                           |
| Jean Théodore Fleury                          | Centre gauche                       | 2 février 1879    | Nièvre (Cosne)                                 | Invalidation (Philippe La Beaume de Bourgoing)         |
| Anatole Desbons                               | Centre gauche                       | 2 février 1879    | Hautes-Pyrénées (Tarbes, 2e)                   | Invalidation (Jacques Darnaudat)                       |
| Camille Jouffrault                            | Union républicaine                  | 2 février 1879    | Deux-Sèvres (Bressuire)                        | Invalidation (Julien de La Rochejaquelein)             |
| Émile Beaussire                               | Centre gauche                       | 2 février 1879    | Vendée (Fontenay, 2e)                          | Invalidation (Alfred Le Roux)                          |
| Arthur Harouard de Suarez d'Aulan             | Appel au peuple                     | 27 avril 1879     | Drôme (Nyons)                                  | Invalidation (Camille Richard)                         |
| Antoine Achard                                | Union républicaine                  | 14 septembre 1879 | Gironde (Bordeaux, 1re)                        | Invalidation (Auguste Blanqui)                         |
| Jean Forné                                    | Union républicaine                  | 27 janvier 1878   | Pyrénées-Orientales (Géret)                    | Passage au Sénat (Paul Massot)                         |
| Ludovic Trarieux                              | Gauche républicaine                 | 6 avril 1879      | Gironde (Bordeaux, 4e)                         | Passage au Sénat (Henri de Lur-Saluces)                |
| Pierre Waldeck-Rousseau                       | Union républicaine                  | 6 avril 1879      | Ille-et-Vilaine (Rennes, 1re)                  | Passage au Sénat (Théophile Roger-Marvaise)            |
| Georges Levet                                 | Union républicaine                  | 6 avril 1879      | Loire (Montbrison, 1re)                        | Passage au Sénat (Jean-Baptiste Chavassieu)            |
| Honoré Audiffred                              | Union républicaine                  | 6 avril 1879      | Loire (Roanne, 1re)                            | Passage au Sénat (Charles Cherpin)                     |
| Ernest Fousset                                | Union républicaine                  | 6 avril 1879      | Loiret (Orléans, 1re)                          | Passage au Sénat (Paul-Alexandre Robert de Massy)      |
| Pierre Deluns-Montaud                         | Union républicaine                  | 6 avril 1879      | Lot-et-Garonne (Marmande)                      | Passage au Sénat (Léopold Faye)                        |
| David Raynal                                  | Gauche républicaine                 | 16 avril 1879     | Gironde (Bordeaux, 3e)                         | Passage au Sénat (Bernard Dupouy)                      |
| Armand Rivière                                | Union républicaine                  | 20 avril 1879     | Indre-et-Loire (Tours, 2e)                     | Passage au Sénat (Charles Guinot)                      |
| Eugène Deniau                                 | Union républicaine                  | 20 avril 1879     | Loir-et-Cher (Blois, 1re)                      | Passage au Sénat (Jean-François-Charles Dufay)         |
| Jean Belon                                    | Gauche républicaine                 | 21 avril 1879     | Lozère (Florac)                                | Passage au Sénat (Théophile Roussel)                   |
| Victor Diancourt                              | Gauche républicaine                 | 21 avril 1879     | Marne (Reims, 1re)                             | Passage au Sénat (Désiré Médéric Le Blond)             |
| Casimir Giroud                                | Centre gauche                       | 6 avril 1879      | Nord (Douai, 1re)                              | Passage au Sénat (Charles Merlin)                      |
| Charles Niel                                  | Appel au peuple                     | 20 avril 1879     | Haute-Garonne (Muret)                          | Passage au Sénat (Paul de Rémusat)                     |
| Charles Beauquier                             | Union républicaine                  | 25 avril 1880     | Doubs (Besançon, 1re)                          | Passage au Sénat (Albert Grévy)                        |
| Jean Émile Lanauve                            | Union des droites / constitutionnel | 23 mai 1880       | Dordogne (Ribérac)                             | Passage au Sénat (Oscar Bardi de Fourtou)              |
| Jean-Émile Roger                              | Gauche républicaine                 | 23 mai 1880       | Dordogne (Sarlat, 1re)                         | Passage au Sénat (Jean Baptiste Alexandre de Bosredon) |
| Arthur Ballue                                 | Union républicaine                  | 6 juin 1880       | Rhône (Lyon, 1re)                              | Passage au Sénat (Édouard Millaud)                     |
| René Pénicaud                                 | Gauche républicaine                 | 6 juin 1880       | Haute-Vienne (Limoges, 2e)                     | Passage au Sénat (Jean-Baptiste Ninard)                |
| Bernardin Chevallay                           | Centre gauche                       | 22 août 1880      | Savoie (Chambery, 1re)                         | Passage au Sénat (Nicolas Parent)                      |
| Émile Corneau                                 | Union républicaine                  | 5 septembre 1880  | Ardennes (Mézières)                            | Passage au Sénat (Gustave Gailly)                      |
| Louis Andrieux                                | Gauche républicaine                 | 6 avril 1879      | Rhône (Lyon, 4e)                               | Démission (Louis Andrieux)                             |
| Edmond Develle                                | Gauche républicaine                 | 6 avril 1879      | Meuse (Bar-le-Duc)                             | Démission (Auguste Grandpierre)                        |
| Emile, Marie, Auguste Réaux                   | Union républicaine                  | 31 août 1879      | Guadeloupe                                     | Démission (Théodore Lacascade)                         |
| Alphonse Gent                                 | Union républicaine                  | 21 décembre 1879  | Vaucluse (Orange)                              | Démission (Alphonse Gent)                              |
| Hippolyte Maze                                | Gauche républicaine                 | 21 décembre 1879  | Seine-et-Oise (Versailles, 2e)                 | Démission (Léon Journault)                             |
| Alphonse Bergerot                             | Union des droites / constitutionnel | 1880              | Nord (Dunkerque, 2e)                           | Démission (Louis Joos)                                 |
| Alfred Bansard des Bois                       | Union républicaine                  | 6 mars 1881       | Orne (Mortagne, 1re)                           | Démission (Henri-Joseph Dugué de La Fauconnerie)       |
| Jean Roque de Filhol                          | Extrême gauche                      | 27 février 1881   | Seine (Saint-Denis, 3e Courbevoie)             | Démission (Émile Deschanel)                            |
| Vacant à partir du 20 juillet 1881            |                                     |                   | Var (Toulon, 2e)                               | Démission (Vincent Allègre)                            |
| Paul-Antoine Bénazet                          | Appel au peuple                     | 17 novembre 1878  | Indre (Le Blanc)                               | Décès (Clément Laurier)                                |
| Édouard Favand                                | Union républicaine                  | 18 mars 1878      | Gard (Alais, 1re)                              | Décès (Eugène Ducamp)                                  |
| Armand Caduc                                  | Union républicaine                  | 10 février 1878   | Gironde (Bordeaux, 2e)                         | Décès (Jean-Baptiste Mie)                              |
| Désiré Desloges                               | Appel au peuple                     | 5 mai 1878        | Calvados (Caen, 2e)                            | Décès (Louis Joret-Desclosières)                       |
| Jean-Baptiste Mougeot                         | Gauche républicaine                 | 5 mai 1878        | Haute-Marne (Chaumont)                         | Décès (Alexandre Maitret)                              |
| Anne-Charles Hérisson                         | Union républicaine                  | 7 juillet 1878    | Seine (6e arrondissement de Paris, Luxembourg) | Décès (Aristide Denfert-Rochereau)                     |
| Louis Guillot                                 | Union républicaine                  | 7 juillet 1878    | Isère (Grenoble, 3e)                           | Décès (Paul Breton)                                    |
| Gabriel Royer                                 | Union républicaine                  | 2 février 1879    | Meuse (Montmédy)                               | Décès (Eugène Billy)                                   |
| Louis Cadot                                   | Gauche républicaine                 | 6 avril 1879      | Somme (Péronne, 1re)                           | Décès (Charles Mollien)                                |
| Ernest-Léon-Zacharie Poictevin de La Rochette | Union des droites / légitimiste     | 16 avril 1879     | Loire-Inférieure (Saint-Nazaire, 2e)           | Décès (Antoine Poictevin de la Rochette)               |
| Auguste Blanqui                               | Extrême gauche                      | 20 avril 1879     | Gironde (Bordeaux, 1re)                        | Décès (Alexandre-Étienne Simiot)                       |
| Camille Godelle                               | Appel au peuple                     | 20 avril 1879     | Seine (8e arrondissement de Paris, Élysée)     | Décès (Philippe Touchard)                              |
| Auguste Trouard-Riolle                        | Gauche républicaine                 | 15 juin 1879      | Seine-Inférieure (Dieppe, 2e)                  | Décès (Armand Le Bourgeois)                            |
| Louis Bizarelli-                              | Union républicaine                  | 14 septembre 1879 | Drôme (Valence, 2e)                            | Décès (Isidore Christophle)                            |
| Amédée Le Faure                               | Union républicaine                  | 20 avril 1879     | Creuse (Aubusson, 2e)                          | Décès (Louis Bandy de Nalèche)                         |
| Victor Cirier                                 | Gauche républicaine                 | 7 décembre 1880   | Nord (Cambrai, 2e)                             | Décès (Pierre-Joseph Bertrand-Milcent)                 |
| -Ferdinand Dreyfus                            | Union républicaine                  | 14 mars 1880      | Seine-et-Oise (Rambouillet)                    | Décès (Émile Carrey)                                   |
| Adrien Bastid                                 | Centre gauche                       | 23 mai 1880       | Cantal (Aurillac)                              | Décès (Raymond Bastid)                                 |
| Osmin Labadié                                 | Union républicaine                  | 14 mars 1880      | Aude (Narbonne)                                | Décès (Léon Bonnel)                                    |
| Étienne Pouliot                               | Gauche républicaine                 | 6 juin 1880       | Haute-Vienne (Rochechouart)                    | Décès (Louis Codet)                                    |
| Charles-Émile Freppel                         | Union des droites / légitimiste     | 6 juin 1880       | Finistère (Brest, 3e)                          | Décès (Louis Monjaret de Kerjégu)                      |
| Édouard Mathieu                               | Union républicaine                  | 20 juin 1880      | Morbihan (Lorient, 1re)                        | Décès (François Ratier)                                |
| Victor Pradal                                 | Union républicaine                  | 10 octobre 1880   | Ardèche (Privas, 2e)                           | Décès (Auguste Gleizal)                                |
| Jacques Paulon                                | NI / républicain                    | 29 octobre 1880   | Basses-Alpes (Sisteron)                        | Décès (André Thourel)                                  |
| Hippolyte Caurant                             | Centre gauche                       | 31 octobre 1880   | Finistère (Châteaulin, 1re)                    | Décès (Théophile de Pompéry)                           |
| Dionys Ordinaire                              | Union républicaine                  | 28 décembre 1880  | Doubs (Pontarlier)                             | Décès (Gustave Colin)                                  |
| Gustave Pelisse                               | Union républicaine                  | 20 février 1881   | Lozère (Marvejols)                             | Décès (Charles de Chambrun)                            |
| Léon Journault                                | Union républicaine                  | 23 janvier 1881   | Seine-et-Oise (Versailles, 1re)                | Décès (Albert Joly)                                    |
| Philippe Émile Jullien                        | Union républicaine                  | 27 février 1881   | Loir-et-Cher (Romorantin)                      | Décès (Pierre Eugène Lesguillon)                       |
| Georges Granier de Cassagnac                  | Appel au peuple                     | 14 mars 1881      | Gers (Mirande)                                 | Décès (Bernard-Adolphe Granier de Cassagnac)           |
| Jean Dethomas                                 | Union républicaine                  | 12 avril 1881     | Seine-et-Marne (Meaux)                         | Décès (Émile-Justin Menier)                            |
| Charles-Marie Doyen                           | Gauche républicaine                 | 24 avril 1881     | Aube (Bar-sur-Seine)                           | Décès (Louis Rouvre)                                   |
| Anatole de La Forge                           | Extrême gauche                      | 29 mai 1881       | Seine (9e arrondissement de Paris, Opéra)      | Décès (Émile de Girardin)                              |
| Nicolas Duvivier                              | Union républicaine                  | 29 mai 1881       | Seine-Inférieure (Rouen,1re)                   | Décès (Louis Desseaux)                                 |
| Frédéric Desmons                              | Extrême gauche                      | 19 juin 1881      | Gard (Alais, 1re)                              | Décès (Édouard Favand)                                 |
| Vacant à partir du 6 juillet 1881             |                                     |                   | Seine-et-Marne (Fontainebleau)                 | Décès (Paul Jozon) 6 juillet                           |
| Vacant à partir du 25 septembre 1881          |                                     |                   | Hautes-Pyrénées (Tarbes, 2e)                   | Décès (Anatole Desbons)                                |
| Gustave Franconie                             | Extrême gauche                      | 22 juin 1879      | Guyane                                         | Création                                               |
| Alfred Gasconi                                | Union républicaine                  | 22 juin 1879      | Sénégal                                        | Création                                               |

## Résumé

### Total le 28 octobre 1877
| Groupes                |     |
| ---------------------- | --- |
| Extrême gauche         | 21  |
| Union républicaine     | 91  |
| Gauche républicaine    | 142 |
| Centre gauche          | 69  |
| Centre constitutionnel | 51  |
| Légitimisme            | 41  |
| Appel au peuple        | 98  |
| Non inscrit            | 33  |
| Total :                | 532 |

| Groupes et tendances                |     |                  |     |     |     |
| ----------------------------------- | --- | ---------------- | --- | --- | --- |
| Extrême gauche                      | 21  | Républicains     | 327 | 327 | 327 |
| Union républicaine                  | 92  | Républicains     | 327 | 327 | 327 |
| Gauche républicaine                 | 142 | Républicains     | 327 | 327 | 327 |
| NI / républicain                    | 3   | Républicains     | 327 | 327 | 327 |
| Centre gauche                       | 69  | Républicains     | 327 | 327 | 327 |
| Constitutionnel - orléaniste        | 17  | Constitutionnels | 51  | 92  | 205 |
| Légitimiste                         | 7   | Constitutionnels | 51  | 92  | 205 |
| Bonapartiste                        | 5   | Constitutionnels | 51  | 92  | 205 |
| Union des droites / constitutionnel | 32  | Constitutionnels | 51  | 92  | 205 |
| Union des droites / orléaniste      | 2   | Légitimistes     | 41  | 92  | 205 |
| Union des droites / légitimiste     | 34  | Légitimistes     | 41  | 92  | 205 |
| Union des droites / bonapartiste    | 9   | Bonapartistes    | 112 | 112 | 205 |
| Appel au peuple                     | 99  | Bonapartistes    | 112 | 112 | 205 |
| Vacant                              | 1   | 1                | 1   | 1   | 1   |
| Total :                             | 533 | 533              | 533 | 533 | 533 |

### Total le 2 février 1879 (dernière invalidation)
| Groupes             |     |
| ------------------- | --- |
| Extrême gauche      | 23  |
| Union républicaine  | 107 |
| Gauche républicaine | 146 |
| Centre gauche       | 83  |
| Union des droites   | 49  |
| Appel au peuple     | 87  |
| Non inscrit         | 19  |
| Vacant              | 18  |
| Total :             | 532 |

| Groupes et tendances                |     |
| ----------------------------------- | --- |
| Extrême gauche                      | 23  |
| Union républicaine                  | 107 |
| Gauche républicaine                 | 146 |
| NI / républicain                    | 4   |
| Centre gauche                       | 83  |
| NI / constitutionnel - orléaniste   | 8   |
| NI / légitimiste                    | 5   |
| NI / bonapartiste                   | 2   |
| Union des droites / constitutionnel | 17  |
| Union des droites / orléaniste      | 1   |
| Union des droites / légitimiste     | 25  |
| Union des droites / bonapartiste    | 6   |
| Appel au peuple                     | 87  |
| Vacant                              | 18  |
| Total :                             | 532 |

### Total le 14 octobre 1881
| Groupes et tendances                |     |
| ----------------------------------- | --- |
| Extrême gauche                      | 25  |
| Union républicaine                  | 129 |
| Gauche républicaine                 | 144 |
| NI / républicain                    | 7   |
| Centre gauche                       | 78  |
| NI / constitutionnel - orléaniste   | 7   |
| NI / légitimiste                    | 5   |
| NI / bonapartiste                   | 2   |
| Union des droites / constitutionnel | 17  |
| Union des droites / orléaniste      | 1   |
| Union des droites / légitimiste     | 24  |
| Union des droites / bonapartiste    | 5   |
| Appel au peuple                     | 87  |
| Vacant                              | 3   |
| Total :                             | 534 |

## Sources
- Liste des députés de la IIe législature sur la base Sycomore de l'Assemblée Nationale

1. ↑  « Le Constitutionnel : journal du commerce, politique et littéraire », sur Gallica, 16 octobre 1877 (consulté le 10 juin 2020)
2. ↑  « Le Temps », sur Gallica, 16 octobre 1877 (consulté le 10 juin 2020)
3. ↑  « Le Temps », sur Gallica, 17 octobre 1877 (consulté le 10 juin 2020)
4. ↑  « Le Temps », sur Gallica, 30 octobre 1877 (consulté le 10 juin 2020)